# Trận Prokhorovka
Trận Prokhorovka là một trận đánh diễn ra giữa Quân đoàn xe tăng SS số 2 của Đức Quốc xã với Tập đoàn quân Cận vệ 5 và Tập đoàn quân xe tăng Cận vệ 5 của Hồng quân Liên Xô, diễn ra tại làng Prokhorovka cách Moskva 450 kilomet về phía nam như một phần của Trận Vòng cung Kursk trong mặt trận Xô-Đức của cuộc Thế chiến thứ hai. Nó là một trong những trận đấu xe tăng lớn nhất trong lịch sử quân sự thế giới. Tổng cộng hai bên đã đưa vào trận 1.464 xe tăng và pháo tự hành.
Ngày 5 tháng 7 năm 1943 Bộ tư lệnh Tối cao các lực lượng vũ trang Đức Quốc xã đã phát động Chiến dịch Thành cổ (Untrenchmen Zitadelle) với mục tiêu hủy diệt khối quân Liên Xô đang đóng tại "chỗ lồi" Kursk. Nếu thành công, phát xít Đức hy vọng sẽ lấy lại được quyền chủ động chiến lược, vốn đã bị mất sau thảm họa Stalingrad. Tham gia chiến dịch Thành trì là 5 tập đoàn quân Đức có nhiệm vụ chọc thủng trận tuyến Hồng quân ở hai cánh Nam và Bắc của Vòng cung Kursk nhằm thực hiện hai đòn vu hồi bao vây Hồng quân tại "chỗ lồi" Kursk.
Bộ Tổng tư lệnh Tối cao Liên bang Xô viết Stavka, đã đoán biết trước kế hoạch tấn công của phát xít Đức, vì vậy họ tích cực chuẩn bị các phòng tuyến dày đặc nhằm ngăn quân Đức theo nguyên tắc chiến tranh chiều sâu. Lúc này, Nguyên soái G. K. Zhukov thuyết phục lãnh đạo Stalin rằng Hồng quân không nên tấn công mà cần phải tổ chức phòng ngự và tiêu hao lực lượng Đức tiến công vào Vòng cung Kursk. Khi phát xít Đức đã thấm mệt sau các đợt tiến công vất vả thì Hồng quân sẽ tung những lực lượng dự bị chiến lược ra đập tan các mũi tấn công đã mỏi mệt của phát xít Đức.
Trong Trận Kursk, cánh bắc của quân Đức tại khu vực gần Oryol đã nhanh chóng bị chặn đứng và ngay sau đó, Hồng quân mở Chiến dịch Kutuzov đẩy lui mũi phía Bắc của phát xít Đức. Ở cánh nam, mọi việc diễn ra thuận lợi hơn cho quân Đức khi các lực lượng thiết giáp Đức và các đơn vị SS đã chọc thủng trận tuyến Hồng quân và tiến gần tới làng Prokhorovka. Lúc này, Hồng quân Xô Viết quyết định phải tung một phần lực lượng dự bị - sớm hơn so với dự kiến - ra để chặn mũi tiến công của phát xít Đức. Và trận đấu xe tăng với quy mô lớn nhất trong lịch sử quân sự đã diễn ra vào ngày 12 tháng 7 năm 1943 tại làng Prokhorovka.
Trận đánh này là một giai đoạn mấu chốt trong toàn bộ quá trình thực hiện kế hoạch hợp vây Hồng quân tại "chỗ lồi" Kursk. Đỉnh điểm và kết quả của trận đánh có thể được xem là hệ quả của một sự ganh đua quyết liệt giữa hai phe tham chiến. Phát xít Đức đã giành được một vài mục tiêu chiến thuật, nhưng thất bại hoàn toàn trong việc đạt được mục tiêu chiến lược của họ. Còn Hồng quân Xô Viết thất bại trong quá trình phản công đẩy lui mũi tấn công của phát xít Đức, nhưng đã thành công trong việc bảo vệ trận địa và ngăn không cho quân Đức chọc thủng phòng tuyến. Cuối trận, cả hai phe đều chịu tổn thất nặng; mặc dù tổn thất của Hồng quân cao hơn nhưng nền công nghiệp quốc phòng cũng như nguồn nhân lực và vật lực dự trữ chiến lược to lớn của Liên Xô dư sức bù đắp những thiệt hại đó; trong khi đó phát xít Đức đã mệt lả và không còn lực lượng dự bị để có thể phát triển tiến công được nữa. Thất bại tại vòng cung Kursk đã đặt dấu chấm hết cho mọi cơ hội giúp phát xít Đức giành lại thế chủ động chiến lược tại Mặt trận Xô-Đức: quân Đức càng lúc càng lún sâu vào thế phòng ngự bị động cho đến hết chiến tranh.

## Bối cảnh
Mùa đông 1942-1943, Tập đoàn quân 6 của phát xít Đức đã bị hủy diệt trong trận Stalingrad. Kết quả của ba chiến dịch lớn diễn ra trong khoảng thời gian đó: Chiến dịch Sao Thiên Vương, Chiến dịch Bão Mùa đông và Chiến dịch Sao Thổ cũng đe dọa nghiêm trọng đến các cụm tập đoàn quân phía nam của Đức. Nếu Hồng quân Xô Viết thành công hơn nữa, có lẽ toàn bộ các tập đoàn quân này đã bị tiêu diệt. Nhưng dù sao, phần lớn lãnh thổ khu vực Kavkaz cũng đã không còn bóng của người lính Đức nào. Hồng quân chỉ tổn thất có 7 vạn người để đuổi quân Đức ra khỏi Kavkaz. Được khích lệ bởi chiến thắng, Tổng tư lệnh Tối cao I. V. Stalin đã hạ lệnh cho Hồng quân tiến thẳng tới Rostov nhằm cắt đứt và hợp vây toàn bộ Cụm Tập đoàn quân Nam.
Hồng quân nhanh chóng chọc thủng phòng tuyến quân Đức nhưng trận tuyến của họ đã bị kéo căng quá mức. Thống chế Erich von Manstein nhanh chóng nhận ra điểm yếu này, và ông ngay lập tức mở Chiến dịch Donets đánh thẳng vào cạnh sườn bị kéo căng của Hồng quân. Với kịch bản tương tự như ở Chiến dịch Barvenkovo-Lozovaya một năm về trước, cánh Nam của Hồng quân đã bị đánh sập, các mũi tấn công của Hồng quân đã bị bao vây và hủy diệt. Sau đó phát xít Đức đã lấy lại được Kharkov vào ngày 14 tháng 3 năm 1943 và đẩy Hồng quân về phía Bắc sông Đông. Kết quả của chiến dịch Donets là một "chỗ lồi" có chiều dài 150 dặm tính từ Bắc xuống Nam. Trong trận này, phát xít Đức bắt được 9 nghìn tù binh và ước tính rằng Hồng quân có 23 nghìn binh sĩ tử trận. Các tài liệu của Hồng quân đưa ra con số thương vong tổng cộng là 45 nghìn người chết, mất tích, bị thương và bị bắt.

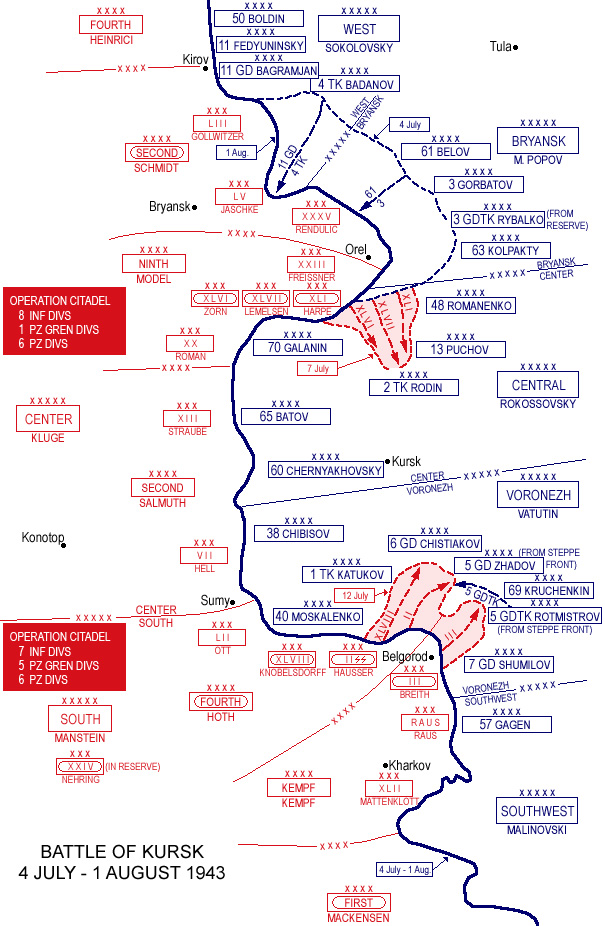
Diễn biến trận chiến tại Vòng cung lửa Kursk. Trận Prokhorovka diễn ra ở mặt Nam của vòng cung.

Sau đó, phát xít Đức nhân đà thắng lợi ào vào chiếm Belgorod. Tuy nhiên do không đủ quân lực, quân Đức phải dừng cuộc tấn công và Hồng quân vẫn giữ được Kursk. Sức kháng cự của Hồng quân sau Kharkov càng lúc càng mạnh hơn và quân Đức khó có thể tiến xa hơn được nữa. Mặt trận trở nên ổn định vì cả hai phe đều mệt lả, không đủ sức để tấn công đối phương và "chỗ lồi" tại Kursk trên mặt trận Xô-Đức được hình thành.
Lúc này, lãnh đạo Đức Quốc xã Adolf Hitler cùng Bộ Tổng tư lệnh Tối cao của mình quyết định chọn cung lồi Kursk làm mục tiêu của đợt tấn công chiến lược kế tiếp của phát xít Đức; với mục đích nhằm hủy diệt lực lượng dự bị chiến dịch và chiến lược của Hồng quân Xô Viết, lấy lại thế cân bằng trên mặt trận đồng thời đoạt lại luôn quyền chủ động chiến lược mà phát xít Đức đã để mất sau thảm họa Stalingrad.
Về phía mình, các thông tin tình báo đã giúp Hồng quân Xô Viết nhận rõ mục tiêu kế tiếp của phát xít Đức vào mùa hè năm 1943. Lúc này, Hồng quân không còn phải tổ chức phòng ngự chiến lược trên toàn mặt trận như hồi ở Moskva năm 1941, vì vậy họ đã có thể xây dựng một hệ thống phòng thủ dày đặc nhiều tầng nhiều lớp - có khi sâu tới 100 cây số - để chặn quân Đức. Lực lượng của Hồng quân tại Vòng cung Kursk bao gồm 10 phương diện quân tương đương 40 tập đoàn quân hỗn hợp và 5 tập đoàn quân xe tăng bố trí trên một mặt trận dài 2.000 cây số và sâu 600-700 cây số. Kế hoạch của Bộ Tổng tư lệnh Tối cao Liên Xô Stavka là tổ chức phòng ngự tích cực tại "chỗ lồi" Kursk nhằm tiêu hao các mũi tấn công của phát xít Đức khi chúng phải vất vả vượt qua các phòng tuyến dày đặc của Hồng quân với sự phối hợp của nhiều binh chủng khác nhau trong việc tác chiến phòng ngự. Sau khi phát xít Đức đã thấm mệt, Hồng quân sẽ tung các đơn vị dự bị chiến lược ra và đập tan các mũi tấn công đã mệt mỏi của đối thủ.

## Quân lực hai bên

### Quân đội Đức Quốc xã
Lực lượng Đức trong trận Prokhorovka chủ yếu bao gồm 6 sư đoàn xe tăng và 1 sư đoàn cơ giới, trong đó có 3 sư đoàn xe tăng SS vốn đã chịu nhiều thiệt hại nặng từ những ngày đầu của trận Kursk. Đến ngày 11 tháng 7, Sư đoàn xe tăng 1 SS Adolf Hitler ngày 11 tháng 7 còn 92 xe tăng, Sư đoàn xe tăng 2 SS Đế chế còn 94 xe tăng, Sư đoàn xe tăng 3 SS Đầu lâu còn 105 xe tăng, Sư đoàn xe tăng 3 (Quân đoàn xe tăng 48) còn 50 xe tăng, Sư đoàn cơ giới "Đại Đức" (Quân đoàn xe tăng 48) còn 123 xe tăng, Sư đoàn xe tăng 6 (Quân đoàn xe tăng 3) còn 48 xe tăng, Sư đoàn xe tăng 7 (Quân đoàn xe tăng 3) còn 66 xe tăng. Tổng số xe tăng là 578 chiếc, trong đó xe tăng kiểu Tiger I của bảy sư đoàn này là 145 chiếc.
Các tài liệu Liên Xô cho rằng phát xít Đức tung 500–700 xe tăng trong trận này. Theo các nguồn của Đức thống kê được, có 294 xe tăng trong ngày 11 tháng 7, nằm trong biên chế các sư đoàn xe tăng SS số 1, số 2 và số 3 với số lượng lần lượt là 77, 95 và 122 chiếc, sang ngày 12 con số tương ứng là: không rõ, 103 và 121 chiếc, ngày 13 còn 70, 107 và 74 chiếc, đến ngày 14 là 78, 115 và 73 chiếc, và ngày 15 giảm xuống 85, 99 và 77 chiếc. Số liệu cuối cùng được ghi nhận vào ngày 16 là 96, 103 và 96 chiếc. Riêng Quân đoàn xe tăng 2 SS có 494 xe tăng trước khi bước vào trận đánh, nhưng đến ngày 13 tháng 7 chỉ còn đúng 200 chiếc tức 40% biên chế ban đầu. Ngoài ra, các tài liệu của Đức cũng không thống kê được số xe tăng của sư đoàn cơ giới "Đại Đức", sư đoàn xe tăng 3 (Quân đoàn xe tăng 48) và các sư đoàn xe tăng 6, 7 của Quân đoàn xe tăng 3.
Không quân Đức Luftwaffe tham gia trong trận này bao gồm Quân đoàn không quân số 8 (VIII. Fliegerkorps) với 966 máy bay sử dụng được trong ngày 5 tháng 7 năm 1943. Số lượt bay giảm nhiều so với tuần trước đó. Từ ngày 5 đến ngày 8 tháng 7, Cục trưởng Cục quân nhu Không quân Đức báo cáo rằng họ chỉ mất 41 máy bay. Thiệt hại trong giai đoạn 8-11 tháng 7 không được thống kê rõ ràng, nhưng chắc chắn rằng đã có 220 máy bay bị phá hủy và phá hỏng ở mặt Nam vòng cung Kursk tính từ ngày 5 đến ngày 31 tháng 7 năm 1943.

### Quân đội Liên Xô

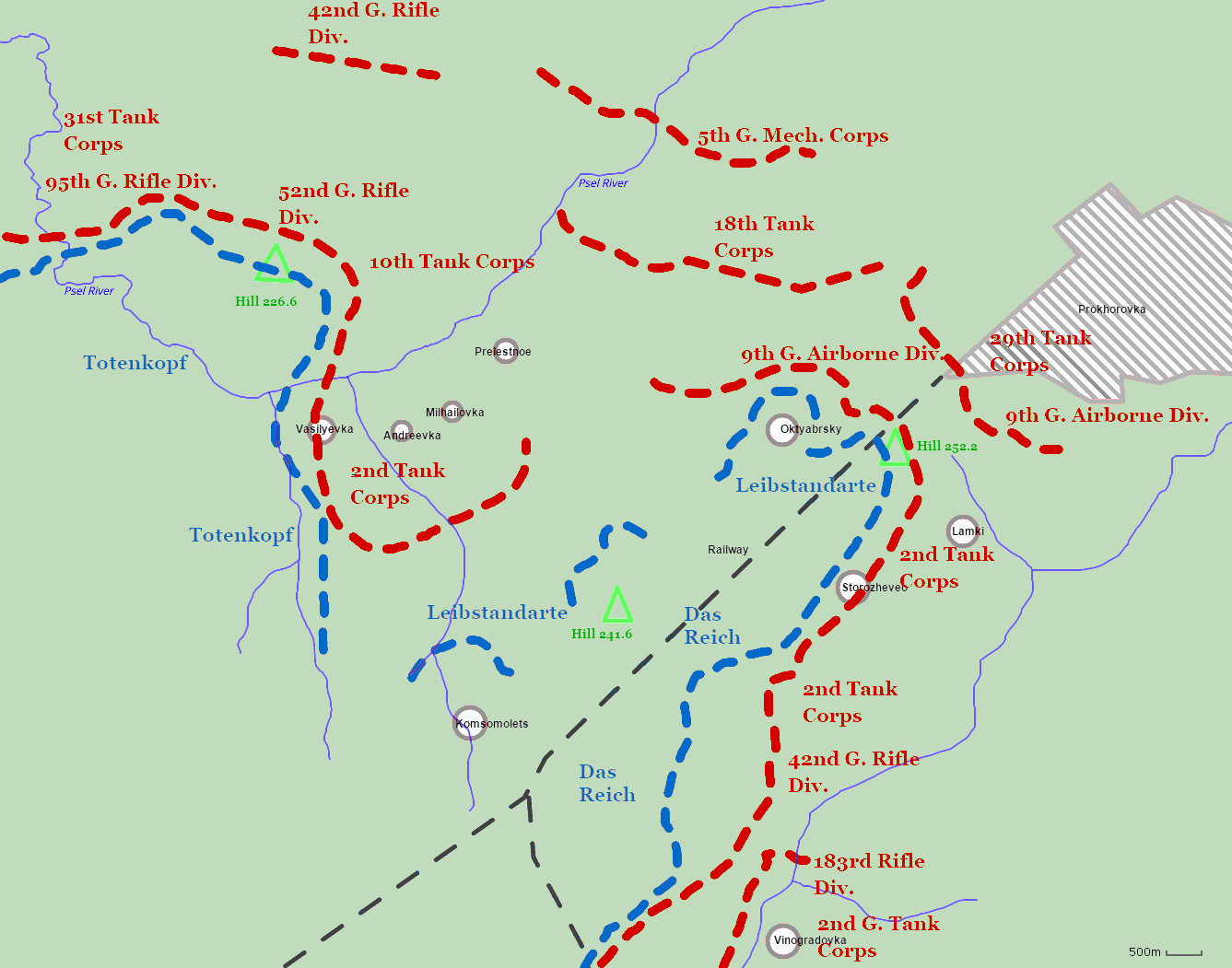
Bó trí binh lực quân đội Liên Xô trong trận Pokhorovka

Lực lượng chủ yếu của quân đội Liên Xô tại Prokhorovka là Tập đoàn quân xe tăng cận vệ số 5. Tổng số xe tăng và pháo tự hành của quân đội Liên Xô đến ngày 11 tháng 7 tham gia trận này có 877 chiếc; gồm 522 chiếc của Tập đoàn quân xe tăng cận vệ 5, 140 chiếc của Quân đoàn xe tăng cận vệ 2, 49 chiếc của Quân đoàn xe tăng 2. Một phần lớn là những xe tăng hạng nhẹ như T-70 (188 chiếc) và xe tăng Churchill MK-3 (31 chiếc). Ngoài ra còn có 48 pháo tự hành chống tăng SU-122 và SU-76 và 18 xe tăng hạng nặng KV-1. Tuy nhiên, một số tài liệu cho rằng không có chiếc SU-152 hay SU-85 nào được tung vào trận chiến.
Tuyến phòng thủ thứ nhất của Hồng quân do Quân đoàn xe tăng cận vệ số 2 và các quân đoàn xe tăng 29, 18 trấn thủ. Các lực lượng dự bị bao gồm Quân đoàn bộ binh cơ giới số 5 và Quân đoàn xe tăng số 2 - vốn đã chịu nhiều thiệt hại. Quân đoàn xe tăng số 18 bố trí 144 xe tăng trong ngày 11 tháng 7, còn quân đoàn số 29 có trong tay 212 xe tăng và pháo tự hành. Tính tổng cộng số xe tăng và pháo tự hành của Hồng quân có thể lên tới con số 500. Ngoài ra, Tập đoàn xe tăng cận vệ số 1 cũng tham gia tấn công một phần binh lực của quân đoàn thiết giáp số 48 (Đức); nhưng họ không được tính vào quân số Liên Xô tham chiến tại Prokhorovka. Một tài liệu khác đưa ra con số 294-429 xe thiết giáp Đức và 616-870 xe thiết giáp Liên Xô tham gia trận Prokhorovka.
Lực lượng Không quân Xô viết trong trận này tập trung kém. Tập đoàn quân không quân số 2 - mặc dù đã chịu nhiều thiệt hại trong những ngày đầu tiên - có trong tay 472 máy bay còn sử dụng được, trong đó có 266 máy bay tiêm kích, 160 máy bay ném bom và 90 chiếc máy bay Ilyushin Il-2 Shturmoviks. Tập đoàn quân không quân số 17 cũng tham gia vào trận chiến. Tập đoàn quân này cũng đã phải chịu tỷ lệ thiệt hại khá cao nhưng vẫn có thể huy động chừng 300 chiếc. Như vậy sức mạnh không quân của 2 bên là khá tương đương và cần phải được sử dụng thật thận trọng.

## Các diễn biến trước trận Prokhorovka

### Mũi đột kích đến Prokhorovka của quân Đức
Sau nhiều lần trì hoãn tiến công để chuẩn bị binh lực, chiến dịch tấn công vào vòng cung Kursk của quân Đức chính thức mở màn vào ngày 5 tháng 7 năm 1943. Tập đoàn quân thiết giáp số 4 của Thượng tướng Hermann Hoth do Quân đoàn thiết giáp SS số 2 làm tiên phong đã tấn công tuyến phòng ngự dài từ 10-15 dặm của Liên Xô với các bãi mìn, bộ binh cố thủ trong chiến hào và hỏa lực súng chống tăng bố trí dày đặc trên một trận địa pakfront đã được chuẩn bị kỹ càng. Mũi tấn công của Hoth đã tiến sâu được 35 cây số vào tuyến phòng ngự thứ ba của Hồng quân nhưng sau đó bị Tập đoàn quân xe tăng số 1 (Liên Xô) chặn đứng.
Trong các ngày 5–11 tháng 7 năm 1943 sư đoàn thiết giáp SS số 2 của Đức đã có nhiều nỗ lực trong việc chia cắt các Tập đoàn quân xe tăng cận vệ số 1 và Tập đoàn quân số 69 của Hồng quân. Quân Đức tiến hết sức chật vật nhưng họ đã chọc thủng được phòng tuyến của Hồng quân Xô Viết. Phát xít Đức tự nhận là đã phá hủy được 1 nghìn xe tăng Liên Xô tính từ ngày 5 tháng 7, còn quân đoàn thiết giáp số 48 cho rằng họ đã tiêu diệt 1.300 binh sĩ và bắt sống 7 nghìn binh sĩ Hồng quân, thu giữ và phá hủy 170 xe tăng, 180 súng cối hạng nặng cùng một số lượng lớn pháo binh và súng chống tăng.
Quân đoàn SS số 2 đã chọc thủng tuyến phòng thủ thứ ba của Hồng quân tại Prokhorovka. Họ quyết định nhanh chóng khai thác chiến quả này vào ngay ngày hôm sau. Tuy nhiên phát xít Đức đã sai lầm khi cho rằng lực lượng dự bị của Hồng quân đã bị tiêu diệt. Họ không biết rằng Phương diện quân Thảo nguyên của tướng I. S. Konev, một lực lượng dự bị mạnh của Hồng quân đã sẵn sàng được tung vào mặt trận. Trước tình hình mặt trận bị chọc thủng vào ngày 11 tháng 7, mặc dù có sự phản đối của Konev, Nguyên soái G. K. Zhukov đã nhân danh Stavka tung Tập đoàn quân xe tăng cận vệ số 5 của tướng P. A. Rotmistrov và Tập đoàn quân cận vệ số 5 thuộc Phương diện quân Thảo nguyên vào mặt trận để bịt lỗ hổng. Sư đoàn súng trường cận vệ số 42 cũng ngay lập tức được huy động. Đêm 11 tháng 7, các lực lượng này của Hồng quân đã đến Prokhorovka và chuẩn bị sẵn sàng để đón đánh quân Đức.

### Kế hoạch tấn công của phát xít Đức
Kế hoạch của phát xít Đức tại Prokhorovka là chọc thủng trận tuyến của Hồng quân ở mặt nam của vòng cung Kursk và hội quân với mũi tiến công phía Bắc, hoàn tất việc khép vòng vây đối với khối quân Liên Xô tại Kursk. Đợt tấn công sẽ diễn ra đồng thời với mũi tiến công của quân đoàn thiết giáp số 48 nhằm vào sông Psyol ở phía Tây Nam. Nhà ga Prokhorovka được chọn làm mục tiêu chủ đạo của đòn tấn công vì Đức định dùng khu vực này làm bàn đạp cho Tập đoàn quân thiết giáp số 4 thọc vào hậu phương của Hồng quân và hoàn tất việc khép chặt vòng vây.

### Kế hoạch phản công của Hồng quân Xô Viết
Tình hình chiến trận tại mặt nam của Kursk trở nên đặc biệt căng thẳng vào ngày 11 và 12 tháng 7. Mũi tiến công của quân đoàn thiết giáp SS số 2 đã tiến được tới nhà ga Prokhorovka và đe dọa bao vây Tập đoàn quân xe tăng số 1 của Hồng quân. Nhà ga này lại nằm ngay khu vực trung tâm phòng tuyến của Phương diện quân Voronezh. Ngày 11 tháng 7 năm 1943, Nguyên soái Zhukov hạ lệnh điều ngay 5 tập đoàn quân - trong đó có 2 tập đoàn quân của lực lượng dự bị là Phương diện quân Thảo nguyên - vào khu vực Prokhorovka nhằm mở cuộc phản công chặn đứng mũi đột phá của phát xít Đức vào ngày 12 tháng 7. Các tập đoàn quân này cùng với Tập đoàn quân xe tăng số 1 của tướng M. Ye. Katukov có nhiệm vụ tấn công, cắt đứt, bao vây và tiêu diệt mũi đột phá của quân Đức tiến tới Prokhorovka. Mục tiêu của tập đoàn quân xe tăng cận vệ số 5 là quân đoàn SS còn các tập đoàn quân còn lại nhằm vào Quân đoàn thiết giáp số 48 và Quân đoàn số 52.
Kế hoạch tấn công của Tập đoàn quân xe tăng cận vệ số 5 có một thiếu sót lớn là họ bỏ qua sự yểm hộ cần thiết của pháo binh, chỉ đơn thuần dựa vào tốc độ cao để bù đắp cho yếu thế về giáp trụ và hỏa lực; thêm vào đó mũi tấn công chính nhằm ngay vào khu vực mà các hầm hào chống tăng do chính Hồng quân đào lại phần nào làm lợi cho xe tăng Đức. Thêm vào đó, phần lớn lực lượng của Không quân Xô Viết tại Kursk chủ yếu tập trung ở mạn Bắc của vòng cung; nói cách khác Không quân Đức Luftwaffe chiếm ưu thế tuyệt đối tại Prokhorovka. Hệ thống liên lạc không đối đất yếu kém của Hồng quân cũng góp phần làm tình hình thêm tồi tệ và dẫn đến việc các máy bay Đức gây cho Hồng quân nhiều thiệt hại ngay từ những giờ phút đầu tiên của trận đánh.
Để khắc phục điểm yếu của xe tăng T-34 là pháo 76 mm gắn trên xe có tầm bắn hạn chế hơn so với xe tăng Đức, Bộ chỉ huy của Tập đoàn quân xe tăng 5 đã yêu cầu chỉ huy các tiểu đoàn, đại đội xe tăng Liên Xô phải phát huy tối đa tốc độ và tính cơ động của xe tăng T-34 khi triển khai tấn công. Các hạ sĩ quan lái xe tăng của quân đội Liên Xô được lệnh tăng hết tốc độ, trà trộn vào đội hình tấn công của xe tăng Đức và diệt các xe tăng này bằng các đòn đánh từ phía sau và hai bên sườn.

## Trận đánh

### Chiến sự vào buổi sáng

Pháo tự hành SU-85, vũ khí chống tăng được Quân đội Liên Xô sử dụng lần đầu trong chiến dịch

Lúc 6 giờ 50 phút sáng ngày 12 tháng 7 năm 1943, quân đoàn SS số 2 bắt đầu tấn công. Ngay lúc đó, Hồng quân Xô Viết cũng mở đợt tấn công vào quân Đức. Phi cơ của hai phía cũng lao vào quần nhau trong một trận không chiến dữ dội. Quân đoàn SS số 2 báo cáo về việc "không quân đối phương hoạt động rất tích cực [...] lúc 7 giờ 10 phút". Lần đầu tiên trong chiến dịch Kursk, số lần bay của các phi cơ Xô Viết vượt qua số lần bay của phát xít Đức ở mặt Nam vòng cung Kursk: các tập đoàn quân không quân số 17 và số 2 của Liên Xô thực thi cả thảy 893 lần bay trong khi Quân đoàn không quân số 8 của Đức thực hiện 654 lần.
Tư lệnh Quân đoàn không quân số 8 Đức, tướng Hans Seidemann đã ra lệnh cho các đơn vị không quân Đức phải tập trung vào nhiệm vụ yểm hộ cho quân đoàn SS số 2. Còn quân đoàn thiết giáp số 48 ở phía Bắc chỉ nhận được sự yểm hộ rời rạc của các không đoàn Jagdgeschwader 3 và Jagdgeschwader 52. Diễn biến của các trận không chiến là một yếu tố quan trọng quyết định kết quả các đợt tấn công của những đơn vị tăng thiết giáp của hai bên dưới mặt đất. Do nhận được sự yểm hộ không đầy đủ của không quân, quân đoàn thiết giáp số 48 nhanh chóng trở thành mục tiêu dễ ngắm của không quân Xô Viết và họ bị buộc phải chuyển sang trạng thái phòng ngự. Sư đoàn thiết giáp số 11 báo cáo: "Không quân Đức có thực thi một số hoạt động nhưng phía Liên Xô thì nhiều hơn hẳn, bao gồm cả các đợt không kích của các máy bay ném bom bổ nhào".

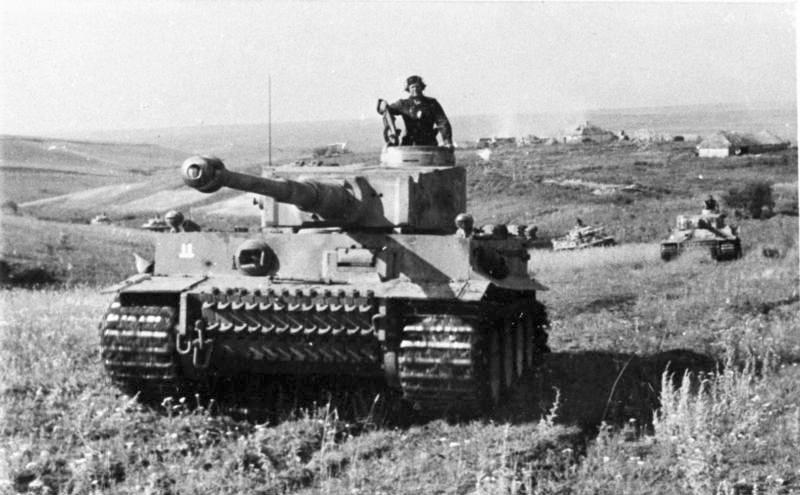
Xe tăng Tiger I của Quân đoàn xe tăng 2 SS (Đức) triển khai gần Pokhorovka

Nhằm tăng thêm sức ép, quân đoàn xe tăng số 10 và Tập đoàn quân xe tăng số 1 của Liên Xô đã được tung vào mặt trận nhằm vào quân đoàn thiết giáp số 48 (Đức). Tuy nhiên, không quân Đức cũng tổ chức một số đợt phản công nhằm vào các đơn vị Hồng quân tại khu vực này. Các oanh tạc cơ Heinkel He 111 đã gây nhiều thiệt hại cho tập đoàn quân số 69 và Tập đoàn quân xe tăng cận vệ số 5. Do sự yếu kém của các lực lượng không quân tiêm kích mà không có thiệt hại nào của hai phe được ghi nhận trong ngày 12 tháng 7. Sự kém hoạt động của không quân Đức đã khiến cho đợt tấn công của quân đoàn thiết giáp số 48 bị thất bại, và Quân đoàn SS số 2 đã phải lao vào quần nhau với Tập đoàn quân xe tăng cận vệ số 4 mà không có cuộc tấn công hỗ trợ nào. Cả hai lực lượng này liên tiếp tung ra nhiều đợt công kích dữ dội vào nhau.
Kế hoạch của tướng Paul Hausser là cho sư đoàn Đầu lâu tấn công vào phía Bắc sông Psyol nhằm mở rộng bàn đạp mà quân Đức vừa mới giành được ở đây. Sư đoàn "Đế chế" và sư đoàn cận vệ "Adolf Hitler" không tham gia trận đánh và giữ nguyên trạng thái phòng ngự cho đến khi sư đoàn Đầu lâu báo tin thắng lợi.
Đợt tấn công của Hồng quân bắt đầu vào 9 giờ 15 phút sáng. Tướng Rotmistrov tung 430 xe tăng và pháo tự hành vào chính diện mặt trận, theo sau là 70 xe tăng khác. Đợt tấn công vỗ mặt này nhanh chóng trở thành một thảm họa đối với Hồng quân Xô Viết vì một lượng lớn máy bay ném bom bổ nhào Junkers Ju 87 "Stuka", tiêm kích mang bom Focke-Wulf Fw 190 và máy bay cường kích chống tăng Henschel Hs 129 trang bị các khẩu BK 37 Bordkanone 37 ly của không quân Đức đã nhanh chóng có mặt tại chiến trường và cơn cuồng phong hỏa lực của các máy bay này ngay lập tức chụp lên đầu các xe tăng Liên Xô. Hỏa lực của pháo binh và xe tăng Đức càng khiến tình hình thêm tồi tệ và rõ ràng, đòn tấn công vỗ mặt này thất bại nhanh chóng. Chiến trường bị bao phủ bởi một làn khói dày dặc bốc lên từ các xe tăng Liên Xô bị bắn hỏng, gây khó khăn cho cả hai bên trong việc quan sát. Thêm vào đó, lực lượng tăng thiết giáp Liên Xô do không lường được sẽ gặp phải sức kháng cự quyết liệt của quân Đức đã sơ ý bố trí các thùng nhiên liệu ngay tại khoang máy - điều này đã khiến các xe tăng Liên Xô dễ dàng bị phá hủy bởi các khẩu pháo 37 ly. Lữ đoàn trưởng Lữ đoàn xe tăng số 31 của Quân đoàn xe tăng số 29 đã báo cáo như sau: "Chúng tôi đã chịu nhiều thiệt hại về xe tăng trước hỏa lực pháo binh và không quân của quân địch. Lúc 10 giờ 30 phút xe tăng của chúng tôi đã đến được nông trường quốc doanh "Komsomolets" nhưng do không quân địch liên tục oanh kích mà chúng tôi không thể tiến xa hơn nữa và phải chuyển sang trạng thái phòng ngự". Tổng cộng Tập đoàn quân xe tăng cận vệ số 5, (các quân đoàn xe tăng 18, 29) và Quân đoàn xe tăng 2 của Hồng quân đã để mất 341 xe tăng trong đợt tấn công đầy thảm họa vào buổi sáng.
Một trong những nguyên nhân dẫn đến những thiệt hại nặng nề của Hồng quân chính là hệ thống liên lạc giữa các lực lượng trên không và lực lượng mặt đất tỏ ra không hiệu quả. Không quân Xô Viết không phản ứng đủ nhanh để ngăn chặn các hành động bất ngờ của đối phương. Hơn nữa, các tập đoàn quân không quân số 2 và số 17 bị hút vào hướng tấn công của Quân đoàn xe tăng 48 (Đức) mà sao nhãng việc yểm hộ cho các lực lượng mặt đất tại nơi Quân đoàn xe tăng 2 SS tấn công, điều này khiến các lực lượng không quân của phát xít Đức rảnh tay tiêu diệt xe tăng Liên Xô. Chỉ huy của quân đoàn xe tăng số 31 báo cáo: "Lực lượng không quân yểm hộ cho chúng tôi hoàn toàn vắng mặt mặt tại chiến trường cho tới tận lúc 1 giờ chiều". Còn tư lệnh Tập đoàn quân xe tăng cận vệ số 5, tướng P. A. Rotmistrov thì than phiền: "Không quân địch cứ tự do bay lượn trên đầu đội hình quân ta suốt cả trận đánh; trong khi đó máy bay của ta - nhất là các máy bay tiêm kích - hoàn toàn không đủ".
Cuộc chiến giằng co vẫn diễn ra ác liệt trên toàn bộ khu vực tam giác Prokhorovka - Vasilyevka - Storozhevoye kéo dài đến quá trưa với những thiệt hại nặng nề cho cả hai bên nhưng không đi đến kết quả ngã ngũ. Riêng thị trấn Vaslievka đã qua ba lần giành giật giữa hai bên. Làng Bogorodetskoe cũng hai lần chuyển từ tay quân đội Liên Xô sang tay quân Đức và ngược lại chỉ trong hơn 4 giờ. Trên khúc cong của sông Psyol đã có hàng trăm xe tăng bị cháy của cả hai bên phải lao xuống nước để dập lửa. Khi các xe tăng đều cạn kiện nhiên liệu và đạn dược, thì làng Prokhorovka đã trở thành một đấu trường đẫm máu cho các pháo thủ và lái xe tăng của hai bên chiến đấu với nhau bằng súng ngắn, lưỡi lê, dao găm và thậm chí sử dụng cả nắm đấm. Trong trận này, không quân Đức xuất kích hơn 600 phi vụ, trong đó có hơn 400 phi vụ cường kích của máy bay Ju-87 nhằm vào các xe tăng Liên Xô. Các tập đoàn quân không quân 5 và 16 (Liên Xô) cũng đã thực hiện không dưới 1.000 phi vụ, trong đó có hơn 600 phi vụ cường kích IL-2. Có khoảng 50 chiếc IL-2 và tổ lái đã xuất kích từ 7 đến 9 phi vụ trong ngày.

### Chiến sự vào buổi chiều
13 giờ chiều, tướng Hermann Hoth ra lệnh cho tướng Dietrich von Choltitz, tư lệnh Quân đoàn xe tăng 48 tung Sư đoàn xe tăng 3 có 57 xe tăng Tiger I và 44 xe tăng Pz-IV là lực lượng dự bị chiến dịch cuối cùng vào trận hòng xoay chuyển tình thế. Tuy nhiên, tướng von Choltitz đã hành động quá chậm chạp, mãi đến 14 giờ mới đưa được chủ lực của sư đoàn ra tuyến xuất phát. Trước đó, lúc 13 giờ 30 phút, Quân đoàn xe tăng 10, lực lượng dự bị của Tập đoàn quân xe tăng cận vệ 5 (Liên Xô) vừa cơ động từ Stary Oskol xuống đã tập kết đầy đủ ở bờ Bắc sông Psyol. Lúc 14 giờ, Quân đoàn này vượt sông đánh tạt sườn Sư đoàn xe tăng 3 (Đức). Từ nhà ga Aleksandrovka, phía Đông Bắc Prokhorovka 2 km, Nikolai Fyodorovich Vatutin cũng huy động Quân đoàn cơ giới cận vệ 5 và tập trung các xe tăng còn hoạt động được phản công vào các sư đoàn xe tăng Đức đã kiệt sức. Lần này, đội hình xe tăng của Liên Xô không chỉ có xe tăng hạng trung và hạng nhẹ, mà đã có thêm sự hỗ trợ từ các xe tăng hạng nặng KV-85 có vỏ giáp và hỏa lực mạnh hơn hẳn. Các xe tăng Tiger I không thể chịu đựng được hỏa lực bắn thẳng bằng đạn sabot UBR-265P (УБР-365П) từ pháo nòng dài 85 mm trên xe tăng KV-85 của Liên Xô và phải tháo lui, để lại trên chiến trường hơn 50 chiếc Tiger và PZ-IV. Phía Liên Xô tổn thất 17 chiếc KV-85 và hơn 30 chiếc T-34 do hỏa lực của máy bay cường kích Ju-87, xe tăng và pháo chống tăng Đức.
Lực lượng dự bị của Quân đoàn Xe tăng Cận vệ số 5 đã phải điều xuống phía nam để chống lại cuộc tấn công của Quân đoàn Panzer III. Do mất đi những lực lượng này mà hy vọng đánh bại hoàn toàn quân đoàn Panzer SS II ngay trong buổi sáng đã tiêu tan. Tuy nhiên quân Đức cũng hoàn toàn thất bại trong việc khai thác lỗ thủng mà họ đạt được trong ngày 11 tháng 7. Bất chấp tổn thất nặng nề, các lực lượng xe tăng Liên Xô vẫn giữ vững được trận tuyến. Lúc này Hồng quân đã thay đổi chiến thuật, các trận đấu tăng chủ yếu diễn ra trong những không gian chật hẹp nhằm hạn chế thương vong như trong buổi sáng ngày 12 tháng 7. Trận đấu tăng cuối cùng kéo dài suốt buổi chiều cho đến sẩm tối, khi binh sĩ cả hai bên đều đã kiệt sức, các xe tăng còn sống sót đều cạn dầu và hầu như hết nhẵn đạn dược. Tướng N. F. Vatutin phải hủy bỏ cuộc phản công dự định vào sáng hôm sau vì không còn một quân đoàn xe tăng nào còn đủ cơ số đạn. Trừ quân đoàn xe tăng 10, không một lữ đoàn xe tăng nào còn lại đến 1/3 số xe tăng trong biên chế.
Sáng sớm ngày 13 tháng 7, các sư đoàn xe tăng Đức bị trọng thương và kiệt sức đã rút hết ra khỏi chiến trường. 8 giờ 30 phút, Nguyên soái Zhukov đi thị sát cánh đồng Prokhorovka. Trong suốt chuyến thị sát, ông không nói một câu nào. Tướng Rotmistrov đi tháp tùng Zhukov sau này cho biết ông chưa bao giờ thấy nguyên soái lặng người đi như thế. Còn nguyên soái A. M. Vasilevsky thì bảo rằng kết quả trận đánh để lại cho ông một ấn tượng suốt đời.

## Thiệt hại

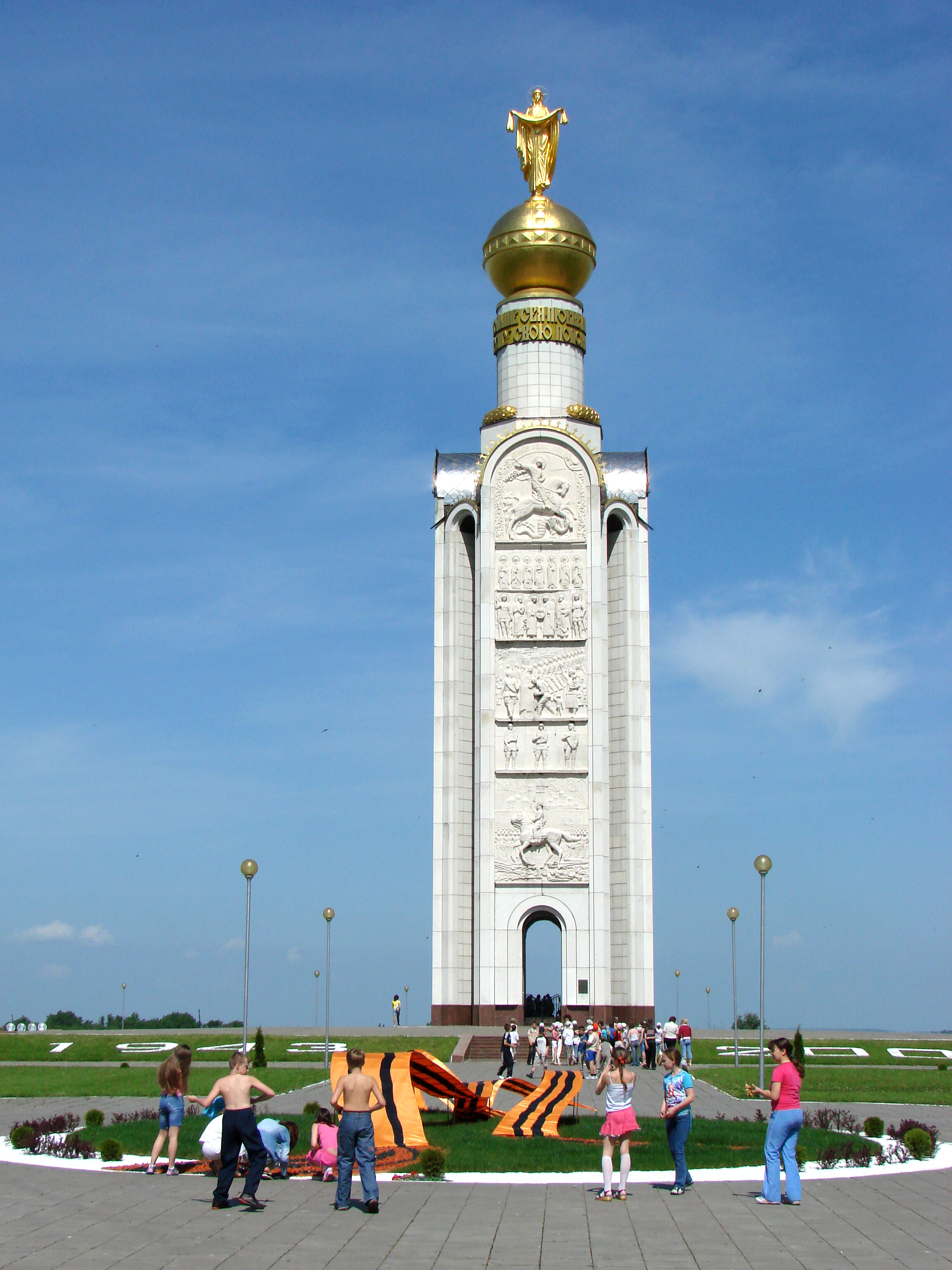
Đài kỷ niệm chiến thắng của Quân đội Liên Xô trên cánh đồng Prokhorovka.

Bergstrom cho rằng tổn thất của Hồng quân là 5.500 binh sĩ còn của phát xít Đức là 850 quân SS. Không rõ số thiệt hại về xe tăng, nhưng chừng 300 xe tăng và xe bọc thép của Liên Xô và 70-80 xe tăng, xe bọc thép của quân đoàn SS số 2 bị loại khỏi vòng chiến trong đợt tấn công của phát xít Đức, và nhiều tài liệu phương Tây coi đây là các con số tổn thất của 2 bên. Tuy nhiên, các số liệu có căn cứ của Viện Dupuy (Hoa Kỳ) và Hãng Rantek (Nga) đã chỉ ra rằng nhiều nhà nghiên cứu mắc sai lầm khi họ dựa vào hầu hết các tài liệu của Đức Quốc xã vốn chỉ ghi lại được thông tin về Quân đoàn xe tăng 2 SS mà quên rằng tham gia trận đánh này còn có 1 sư đoàn xe tăng và 1 sư đoàn cơ giới của Quân đoàn xe tăng 48 cùng 2 sư đoàn xe tăng của Quân đoàn xe tăng 3; không gian diễn ra trận đánh không chỉ ở trong khu vực thị trấn hẹp Prokhorovka mà còn bao trùm cả một khu vực rộng lớn trong tam giác Prokhorovka - Vasilyevka - Storrozhevye.
Nhà nghiên cứu người Anh Alexander Bevin cho rằng quân đội Đức Quốc xã tổn thất khoảng 300 xe tăng, còn quân đội Liên Xô mất hơn 400 chiếc. Ý kiến của Bevin được một số nhà nghiên cứu Anh và Hoa Kỳ ủng hộ. Trước đó, chính phía Liên Xô cũng công bố số lượng thiệt hại của quân Đức là 300 xe tăng và pháo tự hành, phía Liên Xô mất khoảng 450 xe thiết giáp các loại. Năm 2007, phía Nga cũng đưa ra con số thiệt hại khoảng 300 xe tăng cho phía Đức Quốc xã và khoảng 400 xe tăng cho phía Liên Xô. Với các kết quả tổng hợp đầy đủ nhất mà Viện Dupuy (Hoa Kỳ) phối hợp với hãng Rantek (Nga), Tập đoàn quân xe tăng 4 (Đức) mất 310 xe tăng, ít hơn phía Liên Xô nhưng tương đương 52,2% số xe tăng và pháo tự hành lúc khởi trận; Tập đoàn quân xe tăng cận vệ 5 cùng hai đơn vị phối hợp là Quân đoàn xe tăng 2 và Quân đoàn xe tăng cận vệ 2 mất 388 chiếc nhưng chỉ chiếm 44% tổng số xe tăng và pháo tự hành trước khi bắt đầu trận đánh. Thống kê này tương đối phù hợp với sự thừa nhận của trung tướng xe tăng Liên Xô P. A. Rodmistrov trong báo cáo ngày 14 tháng 7 rằng Quân đoàn đoàn xe tăng 29 mất 60% số xe tăng, Quân đoàn xe tăng 18 mất 30% số xe tăng; tổn thất của Quân đoàn cơ giới cận vệ 5 không đáng kể.
Tuy vậy, số lượng xe tăng của quân đội Liên Xô vẫn còn rất dồi dào do nhận được nguồn bổ sung ngay sau trận đánh, do đó nếu quân Đức cứ tác chiến theo kiểu 4 đổi 5 như trong trận Prokhorovka thì rốt cuộc Cụm tập đoàn quân Nam (Đức) sẽ hết nhẵn xe tăng. Việc này hiển nhiên đến nỗi thiếu tướng Friedrich Wilhelm von Mellenthin, tham mưu trưởng các lực lượng xe tăng của Cụm tập đoàn quân Nam đã cho rằng, trận Prokhorovka là một trận thua không đáng có của Đức. Bản thân phía Đức không đưa ra con số thiệt hại tổng quát nhưng thừa nhận cuộc tấn công đã hoàn toàn thất bại.
Không chỉ thiệt hại nặng về xe tăng và binh lính, quân đội Đức Quốc xã còn có thêm thiệt hại đáng kể về sĩ quan chỉ huy cao cấp. Sáng 13 tháng 7, trong khi rút quân, trung tướng Walther von Hünersdorff, chỉ huy Sư đoàn xe tăng 6 (Đức) đã bị một vết thương nhẹ ở đầu do đạn tiểu liên. Đến chiều hôm ấy, sư đoàn xe tăng 6 lại bị không quân Liên Xô oanh tạc và lần này Walther von Hünersdorff tiếp tục bị thương nặng vào đầu, được đưa về bệnh viện Kharkov cứu chữa nhưng không qua khỏi và đã chết ngày 17 tháng 7 năm 1943.

## Kết quả
Trong khi thương vong của cả hai phe còn nhiều tranh cãi thì kết quả của trận đánh lại quá rõ ràng. Cả Hồng quân Xô Viết và phát xít Đức đều không đạt được mục tiêu chiến thuật của mình: Tập đoàn quân xe tăng cận vệ số 5 của Hồng quân đã không thể tiêu diệt được mũi tấn công của phát xít Đức là Quân đoàn thiết giáp SS số 2 hay đánh chiếm những vị trí chiến thuật trong nhiệm vụ của họ; còn lực lượng SS của Đức cũng không tài nào chọc thủng nổi phòng tuyến của Hồng quân dù chịu nhiều thiệt hại nặng. Cả hai đơn vị trên đều chịu tổn thất nặng dù họ vẫn tiếp tục tham gia các chiến dịch vào ngày hôm sau. Có ý kiến cho rằng lẽ ra tổn thất của Hồng quân đã không cao như thế nếu như họ bố trí các xe tăng ở tư thế phòng ngự nhằm tiêu hao sinh lực tấn công của Đức thay vì lao thẳng vào đội hình quân Đức một cách liều lĩnh và thiếu chuẩn bị. Tướng I. S. Konev đã chỉ trích nặng nề về sai lầm này và cho rằng Đại bản doanh đã không tôn trọng quyền quyết định sử dụng các lực lượng xe tăng thuộc Phương diện quân Thảo Nguyên.
Mặt khác, cuộc tấn công dữ dội và bất ngờ của các đơn vị dự bị mạnh của Hồng quân cũng như việc Tập đoàn quân số 9 của Đức phải dừng bước tại cánh bắc vòng cung Kursk trước Chiến dịch Kutuzov đã khiến Adolf Hitler quyết định đình chỉ toàn bộ Chiến dịch Thành trì - dù điều này khiến ông ta "ớn đến tận cổ họng". Một đợt tấn công đồng thời của Hồng quân Xô Viết nhằm vào Tập đoàn quân số 6 trên sông Mius phía Nam Kharkov đã khiến phát xít Đức phải rút bớt quân về đây. Cuộc tấn công của liên quân Anh-Mỹ vào Sicilia trong đêm 9-10 tháng 7 năm 1943 cũng làm quân Đức phải rút nhiều đơn vị mạnh của mình sang chiến trường Địa Trung Hải và điều này cũng làm tiêu tan luôn mọi hy vọng đạt được thắng lợi ở vòng cung lửa Kursk.
Bất chấp kết quả chiến thuật như thế nào, trận Prokhorovka là một chiến thắng thực sự ở cấp độ chiến dịch cũng như về cả phương diện tinh thần; phát xít Đức cứ ngỡ là họ đã chọc thủng trận tuyến Hồng quân và chỉ còn gặp những ổ kháng cự nhỏ với vài khẩu đội pháo chống tăng - nhưng đối thủ của họ lại là một đội quân hàng trăm chiếc xe tăng và còn hàng trăm chiếc khác đang chờ họ phía sau. Rõ ràng trong trận Prokhorovka quân Đức đã không thể đánh bại được Hồng quân Xô Viết và điều này đã ảnh hưởng tai hại đến các kế hoạch và chiến lược của phát xít Đức sau đó.
Và cũng quá rõ ràng, ưu thế về chất lượng, trình độ sĩ quan chỉ huy cùng với binh sĩ của Đức đã mất hết sau thất bại tại vòng cung Kursk. Các chỉ huy Hồng quân - với những kinh nghiệm vô giá tích lũy được và với sự tự tin sau những thành công to lớn - đã bắt đầu mở những chiến dịch tấn quy mô lớn nhằm quét sạch đối phương ra khỏi lãnh thổ Liên bang Xô viết. Từ sau trận Kursk quyền chủ động chiến lược đã hoàn toàn nằm trong tay Hồng quân Liên Xô.

### Tư liệu
- Kursk Reconsidered: Germany's Lost Victory Lưu trữ ngày 12 tháng 3 năm 2008 tại Wayback Machine trên trang Historynet.com.
- Review of Kursk 1943: A Statistical Analysis bản so sánh chi tiết về kế hoạch trận đánh với tư liệu lấy từ các tác phẩm "Kursk: Hitler's Gamble, 1943" của Walter Dunn, "Decision in the Ukraine" của George Nipe, "The Battle of Kursk" của David Glantz - Jonathan House và "The Battle for Kursk, 1943" của Bộ Tổng tham mưu Hồng quân Liên Xô.
- Олейников Г.А. Прохоровское сражение (июль 1943). — СПб.: Нестор, 1998.,  bản phân tích trận Prokhorovka (tiếng Nga)
- Валерий Замулин. Прохоровка — неизвестное сражение великой войны. М.: АСТ: АСТ МОСКВА: ХРАНИТЕЛЬ, 2006 ISBN 5-17-039548-5 - tài liệu miêu tả các cuộc hành quân và tiến công của quân Đức và Liên Xô trong trận đánh dựa trên các tài liệu của Nga và Đức, với đầy đủ thông số của Hồng quân Xô Viết (tiếng Nga)

### Bản đồ tư liệu quân sự
- Bản đồ tình huống mặt trận phía Nam vòng cung Kursk lúc 22 giờ đêm 9 tháng 7
- Bản đồ tình hình khu vực Prokhorovka 4 giờ sáng ngày 10 tháng 7
- Bản đồ tình huống khu vực Prokhurovka ngày 11 tháng 7
- Bản đồ vị trí của hai bên ngày 12 tháng 7
- Bản đồ dự kiến kế hoạch đối phó của Phương diện quân Voronezh tại khu vực Prokhorovka
- Bản đồ báo cáo tình hình diễn biến trận Prokhorovka
- Bản đồ báo cáo dự kiến kế hoạch tấn công quân Đức sau trận Prokhorovka